# Prapcha
Prapcha (en népalais : प्राप्चा) est un comité de développement villageois du Népal situé dans le district d'Okhaldhunga. Au recensement de 2011, il comptait 1 226 habitants.